# تالغو
تالغو أو تالجو (Talgo) هو مصنع إسباني لقطارات مسافات ما بين المدن وقطارات عادية وقطارات فائقة السرعة. تالجو (TALGO) هو اختصار لـ(Tren Articulado Ligero Goicoechea Oriol، Goicoechea-Orio) أي قطار مفصل خفيف گويكوتشيا-أوريو وكويكوتشيا وأوريول هما اسما مؤسسي الشركة، أليخاندرو گويكوتشيا وخوسي لويس أوريول. تم تأسيسها لأول مرة في عام 1942.

## تاريخ الشركة
يمكن أن يتم تقدير إنشاء تالغو إلى حد كبير إلى عمل شخصين، أليخاندرو غويكوتشيا ولويس أوريول. خلال عقد 1930، سعى غويكوتشيا، مهندس السكك الحديدية الرائد، إلى إنتاج جيل جديد من المعدات الدارجة التي تتكون أساسا من المعدن، بدلا من الخشب؛ لتقليل التكلفة التشغيلية، أكد أيضا على البناء خفيف الوزن ولكنه قوي، في حين أن مركز الثقل المنخفض من شأنه أن يردع الخروج عن مساره وبالتالي يسمح بسرعات تشغيل أعلى. في عام 1942، تم توفير الدعم المالي لبناء نموذج أولي للقطار من قبل أوريول، الذي آمن بمفاهيم غويكوتشيا؛ أنتج الاثنان الاتفاقية التي أنشأت براءات الاختراع تالغو كشركة في نفس العام. ومن شأن هذا القطار النموذج تظهر وكأنها تالغو الأول.
خلال عام 2010، تقرر إعادة تنظيم تالجو باعتباره شركة عامة. في مايو 2015، قدمت الشركة الاكتتاب العام الأولي (الاكتتاب العام) على بولسا دي مدريد، حيث بلغت قيمتها 1.27 مليار دولار.
في العقود الأخيرة، بذلت تالغو جهدا متجددا لتوسيع وجودها دوليا. خلال أواخر عام 2010، اتخذ تالغو ترتيبات لإنشاء موقع جديد لتصنيع القطارات في المملكة المتحدة استجابة لأوامر قطاراتها التي تم وضعها من قبل العديد من مشغلي السكك الحديدية البريطانيين. في أوائل عام 2020، اختارت الشركة الاستثمار في مرافق تصنيع جديدة في الهند بهدف تأمين طلبات كبيرة من جميع أنحاء السكك الحديدية عالية الاتجار في البلاد.

## تالجو مصر

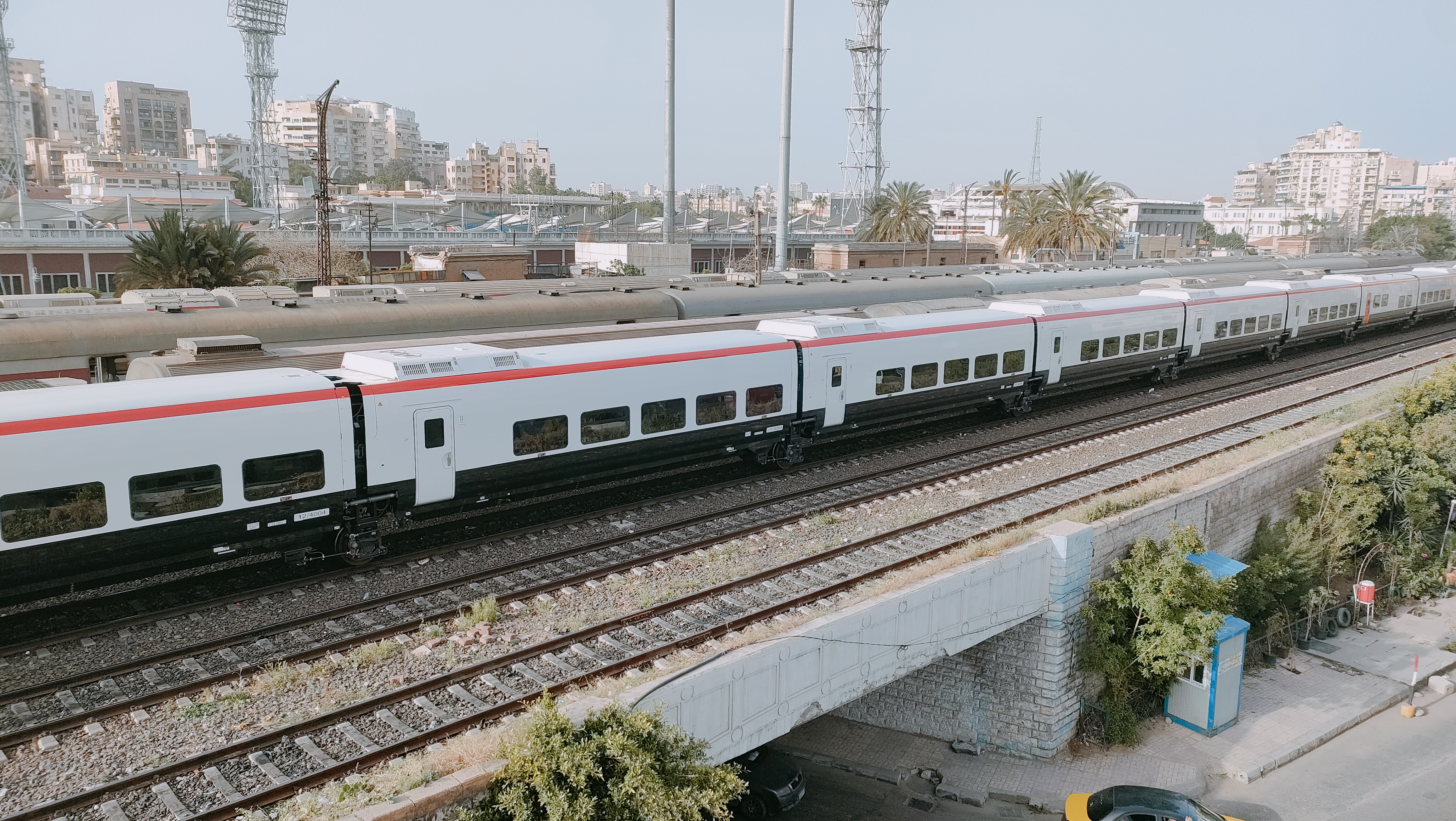
أحد قطارات تالغو تابع لسكك حديد مصر

في أبريل 2019، طلبت مصر قطارات تالجو الجديدة. تعاقدت مصر على ستة قطارات من شركة تالجو، لكنها أصبحت سبعة قطارات بسبب تأخر موعد التسليم إلى مصر، وأكد وزير النقل/ كامل الوزير أن القطار هدية من الشركة للرئيس/ عبد الفتاح السيسي بسبب ذلك.
وقد أعلن الفريق/ كامل الوزير أن الصفقة كلفت مصر 126 مليون دولار، بينما الشركة أعلنت تفاصيل الصفقة والتي بلغت 172 مليون دولارعلى الموقع الرسمي لها.
في أغسطس 2022، تعاقدت مصر على سبعة قطارات من تالجو، والتي تضمنت صيانة لمدة 15 عاما، مقابل 280 مليون يورو، وبدأ تسليم القطارات في 2022.

## وصلات خارجية
الموقع الرسمي